# Tjanšan
Tjanšan (kitajsko: 天山; pinjin: Tiān Shān rusko, kazaško in kirgiško Тянь-Шань, latinizirano: Tjan'-Šan', ujgursko تەڭرىتاغ, latinizirano: Tängritagh, dob. 'gore duhov'), slovenski eksonim Nebeško gorovje, tudi imenovano Tengir-Too, je velik sistem gorskih verig v Srednji Aziji, ki se razprostira v dolžini okoli 2800 km od Kirgizistana do Šindžjanga. Širina pogorja je med 300–600 km. Je šesto največje pogorje na svetu. Najvišji vrh v Tjanšanu je Džengiš Čokusu, visok 7439 m, njegova najnižja točka pa je v Turpanski depresiji -154 m pod morsko gladino. Tjanšan je sveta gora v tengrizmu, njegov drugi najvišji vrh nosi ime Han Tengri kar lahko prevedemo v 'Gospodar duhov'.
Ena najzgodnejših zgodovinskih omemb teh gora je morda povezana z besedo v Šjongnu Čilian (tradicionalno kitajsko: 祁連; poenostavljeno kitajsko: 祁连; pinjin: Qílián) – po komentatorju Tanga Yan Šiguju je Čilian beseda za nebo oz. nebesa. Sima Qian je v Zapisih velikega zgodovinarja omenil Čilian v povezavi z domovino Juedžijev in domneva se, da se izraz nanaša na Tjanšan in ne na gorovje Čilian 1500 kilometrov vzhodneje, ki je zdaj znano pod tem imenom. Gorovje Tanu-Ola v Tuvi ima isti pomen v imenu ('nebeške/nebeške gore' ali 'božje/duhovne gore'). Kitajsko ime Tjanšan je najverjetneje neposreden prevod tradicionalnega kirgiškega imena za gore Teñir Too. Tjanšan je v tengrizmu sveti, njegov drugi najvišji vrh pa je znan kot Khan Tengri, kar bi lahko prevedli kot 'Gospodar duhov'. Na konferenci o svetovni dediščini leta 2013 je bil vzhodni del Tjanšana v regiji Šindžjang na zahodu Kitajske uvrščen na seznam svetovne dediščine. Zahodni del v Kazahstanu, Kirgizistanu in Uzbekistanu je bil nato uvrščen na seznam leta 2016.

## Geografska lega
Tjanšan leži severno in zahodno od puščave Takla Makan severno od Tarimske kotline v obmejnem območju med Kazahstana, Kirgizistana in Šindžjanga na severozahodu Kitajske. Na jugu se povezuje s Pamirjem, na severu in vzhodu pa se stika z Altajem v Mongoliji.
Po zahodni kartografiji, kot navaja National Geographic Society, je običajno razumljeno, da je vzhodni konec Tjanšana vzhodno od Urumčija, gore na vzhodu do mesta Bogda Šan so še del Tjanšana. Kitajski kartografi še iz časa dinastije Han pa vse do danes soglašajo, da Tjanšan vključuje Bogda Šan in Barkolske gore.
Tjanšan je del Himalajskega orogenega pasu, ki je bil oblikovan s trkom Indijske in Evrazijske plošče v dobi kenozoika. So eno najdaljših gorskih verig v Srednji Aziji in se raztezajo približno 2900 kilometrov vzhodno od Taškenta v Uzbekistanu.
Najvišji vrh Tjanšana je Džengiš Čokusu (imenovan tudi Vrh zmage) na meji med Kirgizistanom in Kitajsko. S 7439 metri višine je najvišja točka v Kirgiziji. Drugi najvišji vrh, Khan Tengri (Kralj nebes), se razteza na tromeji Kazahstan-Kirgizistan-Kitajska in je s 7010 metri najvišja točka Kazahstana. Alpinisti jih uvrščajo med dva najsevernejša vrhova nad 7000 metrov na svetu.
Prelaz Torugart, visok 3752 metrov, je na meji med Kirgizistanom in Šindžjangom. Gozdna pogorja Alatau, ki so na nižji nadmorski višini v severnem delu Tjanšana, naseljujejo turško govoreča pastirska plemena.
Tjanšan ločujeta od Tibetanske planote puščava Takla Makan in Tarimska kotlina na jugu. Glavne reke, ki izvirajo v Tjanšanu, so Sir Darja, Ili in Tarim. Kanjon Aksu je pomembna značilnost severozahodnega Tjanšana.
Neprekinjen permafrost je običajno v Tjanšanu in se začne na nadmorski višini približno 3500-3700 m. Prekinjeni alpski permafrost se običajno pojavlja do 2700-3300 m, na nekaterih lokacijah pa ga zaradi posebnosti vidika in mikroklime lahko najdemo tudi do 2000 m.
Ledeniki v gorovju Tjanšan se hitro krčijo in so od leta 1961 izgubili 27 % ali 5,4 milijarde ton svoje ledene mase letno v primerjavi s povprečjem 7 % po vsem svetu. Ocenjuje se, da se bo do leta 2050 polovica preostalih ledenikov stopila.
Eden prvih Evropejcev, ki je obiskal in prvi podrobneje opisal Tjanšan, je bil ruski raziskovalec Peter Semenov, ki je to storil v 1850-ih.

## Opis
Tian Shan ima več poimenovanih območij, ki so pogosto omenjena ločeno (vse razdalje so približne).
Tjanšan sestavljajo trije deli: zahodni (deli gorovja s severa ščitijo Fergansko dolino ter Talaski Alatau, Kirgiško gorovje, Zailijski in Kungej Alatau), osrednji (tvori trikotnik Ferganskega gorovja, Kokšal-tau in Terski Alatau in vzhodní, katerega del je v Kitajski in ga sestavljata Džungarski Alatau in Tarbagataj. Iz zahodnega gorovja se odcepi še severni Tjanšan, ki obsega Zailijski in Kungej Alatau. Ta delitev je običajna med gorniki in gorskimi turisti.
Zahodni Tjanšan: 1 – Čatkalske gore, 1a Kum Beli, 1b gore Atojnak, 1c Kek Ala, 11 - Kuraminske gore, 2 - Talaski Alatau, 2a Ugamske gore, 2b Majdaktajske gore, 2c Pskemske gore, 2d Čandalaške gore, 2e gore Kek-Suu, 2f Kardžantau, 2g Suusamirtau, 2h Sarikamiš, 3 – Kirgizijske gore, 3a Džumgaltau, 3b Karamojnok, 3c Oj-Kajing, 5 - Kungej Alatau, 6 - Zailijski Alatau.
Osrednji Tjanšan: 4 - Ferganske gore, 4a Tačtalik, 4b Kökirimtau, 4c Torugarttau, 4d Babaš-Ata, 4e Kardi Too, 4f Uzgenske gore, 4g Čongboor Too, 4h Karakir, 4i Kulun
Gorovje v osrednjem Kirgizistanu: a Kavaktau, b Songkultau, c Kara Katta, d Moldotau, e Čaartaš-Akširak, f Djamantau, g Baibiček-too, h Kara-too, i Alamišik, 7 - At-Baši, 8 - Terski Alatau, 9 - Kokšaal Tau, 9a Kjukkija (na Z od  Kokšaal), 9b Zahodni Kokšaal Tau (med Kokšaal in Uzengeguš), 9c med Uzengeguš in Saridžaz, 9d na V od reke Saridžaz, 10 – Poledníkove gore
Gorovje v vzhodnem Kirgizistanu: a Narintau, b Borkoldoj, c Karadžorga, d Karagoman, e Kura, f Kapkatas, g Džetim, h Kerö Karagoman, i Džetimbel, j Akzoo, k Ak Šiirak, l Kujljutau, m Uččat, n Kaindi Katta, o Inilčektau, p Saridžaz, q Adirtor, r Tengritau, s Katta-Ašutor
Na Kitajskem se Tjanšan začne od približno 600 do 400 kilometrov vzhodno od Urumčija, severno od mesta Kumul (Hami) z gorovjem Čarlik Tagh in Barkol. Nato Bogdašan (Božje gore) poteka od 350 do 40 kilometrov vzhodno od Urumčija. Nato je med Urumčijem in Turpansko depresijo nizko območje. Gorovje Borohoro se začne južno od Urumčija in poteka v smeri zahod-severozahod 450 kilometrov in ločuje Dzungarijo od porečja reke Ili. Njihov severni konec se naslanja na 200 kilometrov Dzungarijskega Alataua, ki poteka vzhodno severovzhodno vzdolž kitajsko-kazahstanske meje. Začne se 50 kilometrov vzhodno od Taldikorgana v Kazahstanu in konča pri Dzungarijskih vratih. Dzungarijski Alatau na severu, gorovje Borohoro v sredini in greben Ketmen na jugu tvorijo obrnjen Z ali S, severovzhodni del Dzungarije in jugozahodni zgornji del doline Ili.
V Kirgizistanu se glavna črta Tjanšana nadaljuje kot pogorje Narat od vznožja Borohorosa zahodno 570 kilometrov do točke, kjer se srečajo Kitajska, Kazahstan in Kirgizistan. Tukaj je najvišji del pogorja - osrednji Tjanšan, z vrhom Zmage (pogorje Kakšal Too) in Khan Tengri. Zahodno od tega se Tjanšan razcepi v 'oko' z jezerom Isik Kul v njegovem središču. Južna stran jezera je Terskej Alatau, severna stran pa Kjungej Ala-Too (senčna in sončna Ala-Too). Severno od Kjungej Ala-Too in vzporedno z njim je Trans-Ili Alatau v Kazahstanu, južno od Almatija. Zahodno od očesa se območje nadaljuje 400 kilometrov kot kirgiški Ala-Too, ki ločuje regijo Čüj od regije Narin in nato Kazahstan od zgornje doline reke Talas, katere južna stran je 200 kilometrov pogorje Talas Ala-Too ('Ala-too' je kirgiški zapis Alatau). Na vzhodnem koncu Talas Alatau poteka območje Susamir Too proti jugovzhodu in obdaja dolino ali planoto Susamir.
Kar zadeva območje južno od Ferganske doline, obstaja 800 km skupina gora, ki se vije proti zahodu proti jugozahodu od juga jezera Isik Kul in ločuje Tarimsko kotlino od Ferganske doline. Fergansko pogorje poteka severovzhodno proti Talas Ala-Too in ločuje zgornji Narinski bazen od Fergane. Južna stran teh gora se zliva v Pamir v Tadžikistanu (gorovje Alaj in gorovje Trans-Alaj). Zahodno od tega je Turkestansko pogorje, ki se nadaljuje skoraj do Samarkanda.

## Ledena doba
To gorsko verigo, skupaj z vzporednim Terskej Alatau in planoto Tjanšan vmes, so med ledeniškimi obdobji pokrivala povezana omrežja ledenih tokov in planotasti ledenik. Edini preostali medledeni ostanek te poledenitve je 61 km dolg ledenik Južni Inilsček. Izhodni ledeniški jeziki planotastega ledenika so tekli proti severu navzdol do jezera Isik Kul in se v tem 160 km dolgem jezeru talili.
Podobno je bila močna poledenitev prisotna v visokogorskem območju Kungej Alatau, ki se razteza 230 km severno od Isik Kula in se povezuje z gorskim predzemljem blizu Alma Ata. Ledeniki iz Kungej Alatau so se prav tako odvajali v jezero Isik Kul, pri čemer je ledenik v dolini Ak-Sai razvil ledenik v gorskem predvodju. Dolina Čon-Kemin je bila poledenela do izliva v dolino Ču.
Skupaj je ledeniška poledenitev Tjanšan zasedla površino približno 118.000 kvadratnih kilometrov. Snežna meja ledenika je bila v zadnji ledeni dobi približno 1200 m nižja kot danes. To bi povzročilo znižanje povprečne letne temperature za 7,2 do 8,4 °C za zadnji ledeniški maksimum v primerjavi z današnjim, ob predpostavki primerljivega razmerja padavin.

## Ekologija
Tjanšan ima pomembne gozdove Schrenkove smreke (Picea schrenkiana) na nadmorski višini več kot 2000 metrov; nižja pobočja imajo edinstvene naravne gozdove divjih orehov in jabolk.
Tjanšan je bil v svoji neposredni geološki preteklosti obvarovan pred poledenijo zaradi 'zaščitnega' toplega vpliva monsunskega podnebja Indijskega oceana. To je opredelilo njegove ekološke značilnosti, ki bi lahko ohranile njegovo posebno ekosfero. Gore so bile podvržene nenehnim geološkim spremembam z nenehno razvijajočimi se drenažnimi sistemi, ki so vplivali na vzorce vegetacije, pa tudi na razkrivanje rodovitne prsti za novonastale sadike, ki so uspevale v njej.
Tulipani izvirajo iz gorovja Tjanšan. Rastlina se je nato po svilni poti prebila v Turčijo in postala simbol Osmanskega cesarstva.
Na tem območju so bili ustanovljeni in uspevali predniki pomembne rastlinske kulture, med njimi: marelica (Prunus armeniaca), hruške (Pyrus spp.), granatno jabolko (Punica granatum), fige (Ficus), češnja (Prunus avium) in murva (Morus). Regija Tjanšan je vključevala tudi pomembne živali, kot so medved, jelen in divji prašič, ki so pripomogle k širjenju semen in razširitvi ekološke raznolikosti.
Med vegetacijo, ki je kolonizirala Tjanšan, so verjetno prek ptic z vzhoda prišli predniki tega, kar poznamo kot 'sladko' jabolko. Sadež je verjetno takrat izgledal kot drobno grenko jabolko z dolgimi peclji, nekaj takega kot Malus baccata, sibirska rakovica. Pečke so bile morda odnesene v ptičji pridelek ali strjene na stopalih ali perju.

## Religija
V tengrizmu je Khan Tengri gospodar vseh duhov in vrhovno božanstvo vere, in to je ime, dano drugemu najvišjemu vrhu Tjanšana.